# Apamea commixta
Apamea commixta är en fjärilsart som beskrevs av Butler 1881. Apamea commixta ingår i släktet Apamea och familjen nattflyn. Inga underarter finns listade i Catalogue of Life.